# Тисовец (Добрепоље)
Тисовец (словен. Tisovec) је насељено место у општини Добрепоље, Средњесловенска регија, Словенија.

## Историја
До територијалне реорганизације у Словенији био је у саставу старе општине Кочевје.

## Становништво
У попису становништва из 2011. године, Тисовец је имао 35 становника.
| Број становника према пописима | Број становника према пописима | Број становника према пописима |
| ------------------------------ | ------------------------------ | ------------------------------ |
| 1991                           | 2002                           | 2011                           |
| 40                             | 33                             | 35                             |

## Галерија
- пут кроз село
- сеоске куће